# تشسترفيلد (إلينوي)
تشسترفيلد (بالإنجليزية: Chesterfield)‏ هي منطقة سكنية تقع في الولايات المتحدة في إلينوي.

## الموقع الجغرافي
الموقع الجغرافي للمناطق المحيطة بهذه النقطة هو كالتالي: